# وینچنزو مایولو
وینچنزو مایولو (انگلیسی: Vincenzo Maiolo؛ زادهٔ ۱۵ سپتامبر ۱۹۷۸) بازیکن فوتبال اهل ایتالیا است.
از باشگاه‌هایی که در آن بازی کرده‌است می‌توان به باشگاه فوتبال آ.ث. میلان، باشگاه فوتبال لیورنو، و باشگاه فوتبال کومو اشاره کرد.